# Bauer Andrásné
Bauer Andrásné Mári néni, Bauerné Mohr Mária (Bár, 1927. március 1. – Somberek, 2020. január 9.) magyarországi német nemzetiségi író, költő, hagyományőrző.
Hagyományőrző, közösségszervező magyarországi német író-költő, aki a magyarországi német kisebbség érdekében mintegy 60 éven át folytatott áldozatos munkájával maradandó szellemi és kulturális értékeket alkotott.
Férje Bauer András, 1947-ben kötöttek házasságot, három gyermekük született, leányuk sérülten – őt haláláig ápolta –, valamint két fiú. Sombereken éltek egészen 1996-ig, férje haláláig. Ezt követően költözött Kaposvárra leányával, idősebb fia családjának közelébe, ahol bekapcsolódott a helyi német kisebbségi életbe, az általános iskolákban (Bartók, Kisfaludy, Toponári Általános Iskola) folyó nyelvoktató munkába, a nemzetiségi rendezvények szervezésébe, a német nyelv és a partnerkapcsolatok ápolásába, a hagyományőrzésbe, a német nemzetiségi értékek felkutatásába és gyűjtésébe. A 2002. évi önkormányzati választásokon jelöltette magát először a helyi német kisebbségi képviselő testületbe.

## Életrajzi adatok
Születési név: Mohr Mária
Írói neve: Maria Bauer
Elhunyt: 2020. Január 9. Somberek
Sírhely: Keleti temető (Kaposvár)

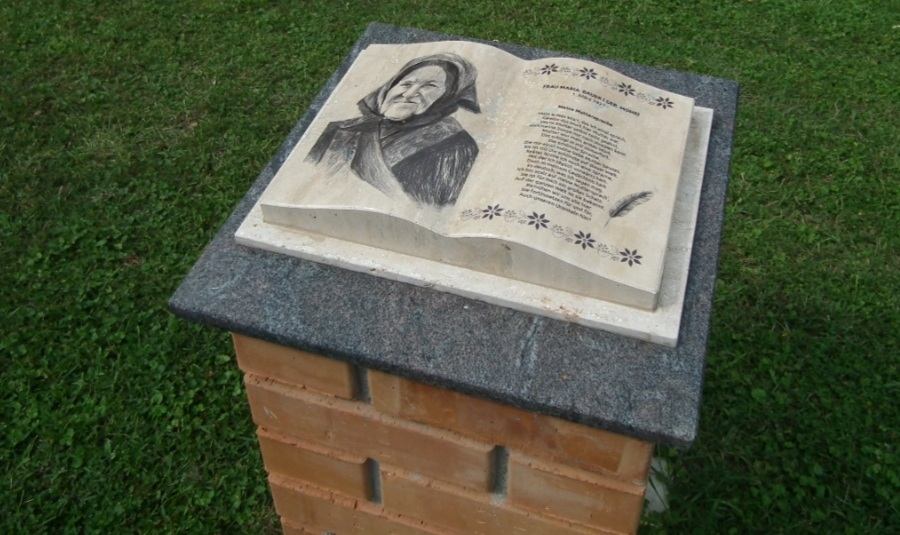
Memento Bauer Andrásné emlékére, Somberek, 2016

Házastársa: Bauer András (1927-1996)
Gyermekei: Bauer Regina (1947-2015)
Bauer József (1952- )
Bauer András (1953- )

## Pályafutása
Édesanyja 1930-ban hároméves korában meghalt, így anyai nagyszülei nevelték fel. 7 éves korában került velük együtt Somberekre.
Német anyanyelvűként német nyelven hat elemit és három ismétlőt végzett, utóbbit cselédlányként. 12 esztendős korától saját maga kereste kenyerét.
Férjével 1945-ben ismerkedett meg, 1947-ben összeházasodtak és három gyermekünk született, elsőszülött leányuk sérülten, őt haláláig ápolta.
14 évet a sombereki bölcsődében és 12 évet a helyi postán kézbesítőként dolgozott.
Gondolatait először 1980-ban fektette papírra, költeményeit magyar és német nyelven (sváb nyelvjárásban) írta.
1980-ban Kerner Anna tanárnővel hozták létre a Sombereki Német Múzeumot, a későbbiekben Helytörténeti Gyűjtemény és 2007-ben Nemzetiségi Tájház is alakult a faluban.
1981 tavaszán Bonyhádon, a „Fogjunk egymással testvériesen kezet” ("Reicht brüderlich die Hand" ) elnevezésű német nyelvű fesztiválon első helyezést ért el az „Egy kép a falon” ("Ein Bild an der Wand") című versével.
1982-től nyugdíjas és 1997-ig a Sombereki Nyugdíjas Klub vezetője, az énekkarban kórustag is. A sombereki Általános Iskola német tanárnőjével, Bischof Katalinnal együtt a diákoknak német nyelvű színdarabokat tanítottak be ("Kukuruzschälen", "Spinnstube"), amit a Magyar Televízió is közvetített. 1997-ig, Kaposvárra való költözéséig tevékenyen részt vett a falu kulturális életében, német nyelvű színdarabokat írt, a német nyelvet tanuló általános iskolásoknak hagyományos népi énekeket és táncokat is tanított, melyekkel Németország több városában, köztük Lorschban is felléptek.
1986–1987-ben részt vett a Baranya Megyei Munkácsi Mihály Szabadegyetem 2 éves nyugdíjas tagozatán.
1989-től 1994-ig a vasárnapi és ünnepnapi istentiszteletek alkalmával falujában német nyelven evangéliumot olvasott fel, majd a szentmise után néhai Pintz Bálint plébános könyvtárát vezette.
1990-ben példaértékű szervezéssel egy 60 éves osztálytalálkozó keretében több mint 320 résztvevővel hozta össze a világ távoli részeire emigrált egykori diák- és osztálytársait, majd az azt követő évben megszervezte a "Heimattreffen" elnevezésű külhonban élő, de egykoron sombereki lakosok anyaországi találkozóját 350 fő részvételével. Ősi szokások szerint szervezett Sváb lakodalmast, mellette kézimunkázott és a népviseleti kellékek összeállításában, elkészítésében is közreműködött. Verseket írt és publikált, költeményeit a Deutscher Kalender és a Neue Zeitung is közölte. Folyamatos riportalanya volt a Magyar Rádió Pécsi Körzeti Stúdiójának, több interjú és hanganyag készült vele a hazai németség témájában.
1996. december 31-én elhunyt férje, Bauer András. 1997-ben Regina lányával Kaposvárra, nagyobbik fia, József családjának közelébe költözött.
Hivatástudatát, a német nyelv és a hagyományőrzés iránti elköteleződését a számára addig ismeretlen nagyvárosban is folytatta, ugyanebben az évben már a kaposvári Bartók Béla, valamint a Kisfaludy Úti Általános Iskola diákjainak írt és tanított be a pedagógusokkal karöltve színdarabokat, megismertette velük a magyarországi németség egykori szokásait, tradícióit. Ezen kívül Betlehemi játékokat és a Sváb lakodalmast is színpadra vittek.
2002-től a Kaposvári Német Kisebbségi Önkormányzat(a későbbiekben Kaposvár Megyei Jogú Város Német Nemzetiségi Önkormányzatának) képviselője, a német nyelvű énekkar, a Herbstrosen Chor alapítója és vezetője, a kaposvári német hagyományőrző Nemzetiségi Múzeum alapítótagja, ahol számos egykori berendezési tárgy mellett az általa készített népviseletbe öltöztetett babák is helyet kaptak. Önkormányzati tevékenysége során számos területen végzett aktív munkát; az elnökasszony Knollné Hidasy Erzsébet, valamint a testületi tagok segítő részvételével és támogatásával számos rendezvényen felléptek, a német nyelvű misék szervezésével, a megye-és országszerte működő német nemzetiségi néptánc együttesekkel való kölcsönös együttműködés fenntartásával, valamint több német településsel, köztük Kaposvár testvérvárosával, Glindével a tevékeny baráti- és szakmai kapcsolatok folyamatos ápolásával példaértékű kulturális-és szellemi értékekkel gazdagodott a város.
2004-től tagja a pécsi Zengő Fény művészeti és kulturális folyóiratnak, a német nemzetiségi írók és költők társaságának. A folyóiratban több költeménye is megjelent magyar nyelven.
2003-ban publikálta német nyelven első könyvét (Gedichte, Bekenntnisse und volkstümliche Geschehnisse), mely verseket és rövid történeteket tartalmazott az ősi szokások világából, egykoron történt cselekmények, elbeszélések elevenednek meg a könyv lapjain.
2007-ben jelent meg Igaz történetek című könyvének első, majd 2011-ben második kötete, 2015-ben pedig daloskönyvet (Lieder von Mári Pasl. Mári néni dalai) szerkesztett. A nagyszüleitől, dédszüleitől hallott énekekből zenészek segítségével 70 dalt sikerült lekottázniuk.
2008-ban a Nikolaus Lenauról elnevezett Lénau-díjat neki ítélték, melyet a Pécsi Kulturális Egyesület elnöke, Kerner Lőrinc adott át 2009 tavaszán Pécsett.
2011-ben a "Magyarországi Németségért" díjat, az Arany Dísztű (Ehrennadel) kitüntetést vehette át.
2016-ban a legmagasabb állami kitüntetést, a "Nemzetiségekért" díjat vehette át a budapesti Vigadóban ünnepélyes keretek között.
2017-ben Szita Károly Kaposvár Megyei Jogú Város polgármestere által adományozott elismerésben részesült (Kaposvár Szolgálatáért) a város érdekében kifejtett kisebbségi munkájáért.
2017. május 12-én az önkormányzat kezdeményezésére a kaposvári vasútállomás előtt leplezték le Sörös Rita szobrászművész bőröndöt formázó alkotását, amely a második világháború után Somogyból elhurcolt és kitelepített németeknek állít emléket. A vele készült riportot a Kaposvár Most készítette.

Gazdag és tevékeny életutat járt be. Olyan személyiség volt, aki mély vallásosságából adódóan mindig alázattal tekintett ősei hagyatékára; a tradíciók ápolását, tudását és tapasztalatait képes volt a fiatalabb generációk felé oly módon eljuttatni, hogy az iskolai német nyelvű oktatást a tantermi keretekből egy empirikus valóságba emelte át és tette színesebbé az általa írt és betanított színdarabokkal és a különböző foglalkozásokkal. Olyasvalaki volt, ki hivatásának tekintette ősei szellemi örökségét átmenteni a jelenkorba. Ki nappal magyar volt, de éjszaka németül álmodott. S aki szellemi alkotásait "Isten nevében"  "In Gottes Namen") készítette, alábbi négysorosa pedig akár mottóként is értelmezhető, pályáját lezárandó:
"Mein Körper ist der Seele Haus, Die Augen sind die Fenster, dort schaut die Seel' heraus!"

"A testem a lélek háza, a szemek az ablakok, melyeken át a lélek tekint ki!"

## Emlékezete
2016-ban Sombereken Német nemzetiségi tanösvényt avattak, melyen végighaladva interaktív táblák segítségével a falu nemzetiségi összetétele, a helyi németség története elevenedik fel, itt a falu életében fontos szerepet betöltő költők portréi, többek között Bauer Andrásné, Mári néni arcképe és egyik verse (Meine Muttersprache) is megtalálható.

## Díjai, elismerései
- 1981 "Reicht brüderlich die Hand" Bonyhád, Versíró verseny első helyezés
- 2008 Lenau-díj, a magyarországi németség érdekében kifejtett munkájáért
- 2011 a Magyarországi Németségért „Arany Dísztű” díj
- 2016 Magyarország miniszterelnöke a legmagasabb állami kitüntetésben részesítette, a „Nemzetiségekért díj” odaítélésével a német nemzetiség kultúrájának és hagyományainak megőrzése érdekében kifejtett példamutató munkájának és irodalmi tevékenységének elismeréséül
- 2017 "Kaposvár Város Szolgálatáért" kitüntetés, a város érdekében végzett kiemelkedő tevékenységéért